# Nickepinnar

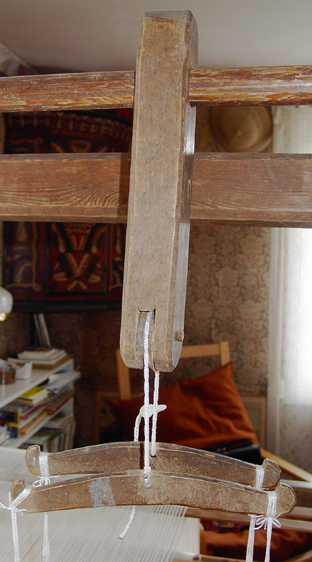
Nickepinnar hänger i en luna.

Nickepinnar monteras ovanpå solvskaften för att möjliggöra den variation i höjning och sänkning av varpen som är grunden i vävningen.
Enklare nickepinnar anbringas ofta med hjälp av solv som tvinnas något litet. Skälet att använda just solv för anslutningen är att man därmed vet att alla ansluts med samma längd på upphängningsanordningen. Och det är synnerligen viktigt att skaften sitter helt vågrätt för att få ett bra skäl att skyttla in inslaget genom.
I mer avancerade vävstolar, för många skaft, ansluts skaften till en kontramarsch som förenklar trampningen och ger bättre balans på skaften, till fromma för ett bra skäl.
Egentligen behöver nickepinnarna inte vara flyttbara i sidled över varpen, eftersom de alltid placeras på samma plats, oavsett varpbredd. Men de behöver fästas närmare varpen än vävstolen i sig medger och anbringas därför via snören i lunor (en luna). 
Lunor, nickepinnar och skälstickor förekommer alltid i flertal, och dess singularform känns inte ens korrekt att uttala.